# 向雲太郎
 向 雲太郎（むかい くもたろう、1967年4月22日 - ）は、日本の舞踏家。舞踏家集団デュ社の主宰者。

## 来歴・人物
兵庫県川西市出身。 1994年大駱駝艦に入団、舞踏家・麿赤兒に師事。以降、退団まですべての本公演に出演。1995年伊藤キム“Dead and Alive”初演参加、1999年より戌井昭人率いる鉄割アルバトロスケットに参加。2001年より振付・演出作品の発表を開始。これまでに20作品を発表、国内11ヶ所のほか、海外5カ国11ヶ所で作品を上演。 
2003年NY・舞踏フェスティバル招聘。2006年韓国・第9回ソウル国際ダンスフェスティバル招聘。2011年スペイン・バルセロナ舞踏フェスティバル招聘。第26回マドリード国際ダンスフェスティバル招聘。第1回南アメリカ舞踏フェスティバル招聘。第37回舞踊批評家協会賞・新人賞受賞。2012年大駱駝艦を退団独立、ソロ活動を開始。2013年～2015年度セゾン文化財団シニアフェローシップ。2014年ヒロシマ原爆で被爆死した祖父をモデルにした作品『ふたつの太陽』にて“デュ社・Duex Shrine”を旗揚げ。2018年より本拠地を兵庫県五色町都志にうつす。
2022年5月26日、自宅にて大麻栽培の容疑で逮捕される。

## 活動理念
「この世に生まれ入ったことこそ大いなる才能とする」という思想を踏まえつつ、舞踏とは何か？新しい舞台表現とはどういうものか？と問いながら、おもしろいということにこだわりすぎずに作品を創りつづけている。その特徴は、舞踏にあるまじき軽妙さ、映画的センスを活かした展開、人間のこころの闇に迫り、人間は根源的に自由なのだと体現する、師から受け継いだ何でもありの破天荒な演出、そして世界観にある。また日本国内はもとより世界各地でもからだへの様々なアプローチを試み「ぶとうとはなんだろう？」とかんがえるワークショップを開催している。

## 活動履歴
- 『2001年壺中の旅』振付・演出　於：大駱駝艦・壺中天（2001年）
- 『ダラーの宇宙』振付・演出　於：大駱駝艦・壺中天（2003年）
- 『The Jar Odyssey Ⅲ』振付・演出　於：大駱駝艦・壺中天（2005年）
- 『舞踏虎ノ穴』振付・演出　於：大駱駝艦・壺中天（2006年）
- 『をどろベイビー！』振付・演出　於：吉祥寺シアター（2007年）
- 共同制作ソロ作品『MANNA』振付・演出　於：ミシガン州立大学（2008年）
- 『遊機体』振付・演出　於：大駱駝艦・壺中天（2009年）
- 『底抜けマンダラ』振付・演出　於：大駱駝艦・壺中天（2011年）
- 舞踏レクチャーパフォーマンス『生一本』作・振付・演出　於：兵庫県川西市（2011年）
- 共同制作『耳なし芳一』振付・演出　於：New York, Boston（2012年）
- 大駱駝艦退団、ソロ活動開始（2012年）
- ソロ公演『アホとロマンの皮袋』振付・演出　於：中野テルプシコール（2012年）
- 公益財団法人セゾン文化財団 シニアフェローシップ（2013年～2016年）
- 共同制作ソロ作品『泉下の泉』振付・演出　於：キッド・アイラック・ホール（2013年）
- 『ワークインプログレス』振付・演出　於：森下スタジオ（2013年）
- ソロ公演『舞踏？』振付・演出　於：スペースエッジ（2013年）
- 『遊機体』振付・演出　於：森下スタジオ（2014年）
- メキシコ・サルティージョ国際芸術フェスティバル招聘（2014年）
- モレーリア国際コンテンポラリーダンスフェスティバル招聘（2014年）
- セルバンティーノ国際芸術祭招聘（2014年）
- 新カンパニー・デュ社旗揚げ公演『ふたつの太陽』  於：吉祥寺シアター（2014年）
- デュ社第二回公演『春の祭典』  於：d–倉庫（2015年）
- ワークインプログレス『Butoh in progress』  於：BankART studio NYK（2015年）
- ソロ公演『舞踏？プレゼンテーション・ショウ』  於：BankART studio NYK（2016年）
- デュ社第三回公演『改題 ぴちがい裁判』於：こまばアゴラ劇場　於：京都アトリエ劇研（2016年）
- 『ふたつの太陽』招聘公演　於：メキシコ市立劇場・メシコシティ（2018年）
- 『EXIT』振付フェスティバル招聘　於：ドイツブルーリン城（2019年）
- デュ社第四回公演『舞踏？レクチャーパフォーマンス』於：城崎国際アートセンター（2019年）
- ソロパフォーマンス『舞踏という何か』於：日比谷図書文化館 スタジオプラス（2020年）
- デュ社第5回公演『まずは顔見せ』於：淡路島五色町野外舞台 (2021年7月)
- デュ社第6回公演『まゆみと暮せば』於：淡路島五色町野外舞台 (2021年11月)

## ワークショップ履歴
- 1998年より2012年まで大駱駝艦にて舞踏WSの講師・塾長を務める。
- 主催：ミシガン州立大学 於：アメリカ・ミシガン（2008年）
- 主催：ヒミツ大学　於：大阪　全２回（2011年）
- 主催：CAVE　於：ニューヨーク（2012年）
- 主催：ジュリアード学院　於：ニューヨーク（2012年）
- 主催：マサチューセッツ工科大学　於：ボストン（2012年）
- 自主WS　於：Baby-Q studio　全4回（2013年）
- 自主WS　於：森下スタジオ　全4回（2013年）
- 主催：NPO法人芸術家と子どもたち　於：西巣鴨幼稚園・年少、年長クラス（2013年）
- 自主WS　於：西東京市　全7回（2014年）
- 自主WS・作品発表　於：メキシコ・ミチュアカン州芸術センター　全5回（2014年）
- 主催：京都造形芸術大学　於：堂本教子クラス（2014年）
- 子どもと親のための舞踏WS　全2回　自主WS　全4回　於：セゾン文化財団・森下スタジオ（2015年）
- 中学生WS＆発表会　主催：NPO法人芸術家と子どもたち　於：石神井特別支援学校　全10回（2015年）
- 主催：両国BEAR　於：両国BEAR（2015年）
- WS・作品発表　主催：南米舞踏フェスティバル　於：メキシコシティ　全3回（2016年）
- 小学生WS　主催：武蔵野市　於：吉祥寺シアター 全5回（2017年）
- 主催：リボーンアートウォーク　於：石巻市  全6回（2017年）
- 主催：亜細亜大学国際哲学研究センター　於：亜細亜大学（2017年）
- 舞踏WS 主催：STスポット　於：社会福祉法人『光の丘』全4回（2018年）
- 自主WS　於：セゾン文化財団・森下スタジオ　全４回（2018年）
- 主催：まつもと演劇工場  於：まつもと市民芸術館（2018年）
- 主催：亜細亜大学国際哲学研究センター　於：亜細亜大学（2018年）
- 主催：『EXIT』振付フェスティバル　於：ドイツブルーリン城（2019年）
- 主催：まつもと演劇工場  於：まつもと市民芸術館（2019年）
- 主催：城崎国際アートセンター（2019年）
- 主催：亜細亜大学国際哲学研究センター　於：亜細亜大学（2019年）
- 主催：NPO法人芸術家と子どもたち　於：練馬区立北町小学校（2020年）
- 舞踏？合宿　於：淡路島五色町都志　主催：デュ社 (2021年)

## 受賞歴
第37回舞踊批評家協会賞・新人賞受賞（2006年）